# Шломо Шамір
Шломо Шамір (івр. שלמה שמיר, прізвище при народженні Рабинович; грудня 1915 р. Бердичів Київська губернія Російська імперія —  19 травня 2009 р.) — ізраїльський воєначальник і державний діяч. Командувач Військово-морськими силами Ізраїлю в 1949-1950 і Військово-повітряними сили Ізраїлю в 1950-1951 роках, а в подальшому член ради директорів концерну «Таас Авірі», директор Земельного управління Ізраїлю і президент компанії «Паз-Газ».

## Біографія
Шломо Рабинович народився в Бердичеві Київської губернії Російської імперії в 1915 році і в десятирічному віці з родиною переїхав до Палестини. У 1929 році він приєднався до єврейської воєнізованої організації «Хагана». Почавши свою участь в ній як зв'язківець, надалі Шломо працював в підпільних збройових майстернях, а потім став одним з перших командирів польових загонів «Хагани». В ході арабського повстання 1936—1939 років він керував «операціями відплати» в арабських селах.
У 1940 році закінчив цивільні льотні курси. Незабаром після цього вступив в збройні сили Великої Британії і до 1946 року проходив службу, в тому числі в Єврейської бригаді, взявши участь в бойових діях в Північній Африці, Італії і Німеччини і дослужившись до звання майора. Неофіційно Шамір також носив звання "командувача від «Хагани» в Єврейській бригаді і командувача єврейськими силами в Північній Європі.
Після звільнення з британської армії Шамір був направлений в США керівником представництва «Хагани», змінивши на цій посаді Яакова Дорі. Коли почалася Арабо-ізраїльська війна (1947—1949) Шамір був відкликаний в Палестину розпорядженням Давида Бен-Гуріона і займав ряд командних посад в «хаганом», а потім в Армії оборони Ізраїлю. Він сформував 7-му танкову бригаду «Саар мі-Голан» і як її командир брав участь в боях за Латрун і прориві блокади Єрусалиму (зокрема командуючи прокладкою Бірманської дороги. Потім Шамір був переведений на посаду начальника відділу штабних кадрів, а пізніше зайняв пост командувача Фронту Б (попередник сучасного Центрального військового округу, керуючи діями єврейських військ від Рош-ха-Айна до Ваді-Ара. Сайт Військово-морських сил Ізраїлю повідомляє, що після боїв за Єрусалим Шаміру було запропоновано зайняти посаду начальника Генерального штабу АОІ, але він відхилив цю пропозицію .
Після піврічного командування Фронтом Б Шамір був призначений командувачем Військово-морськими сили Ізраїлю. На цій посаді він завершив процес формування ВМС як самостійного роду військ з власними структурами. Шамір очолював ВМС до грудня 1950, зайнявши потім посаду командувача ВПС Ізраїлю. На цій посаді йому довелося вирішувати суперечності, що виникли між його попередником Аароном Ремезом і Генеральним штабом АОІ, проте він продовжив взятий Ремезом курс на досягнення оперативної незалежності ВВС як самостійного роду військ. При Шамірі штаб ВПС був переведений з Яффи в Рамлі, в їх ведення було передано на аеродром Хацор, було покладено початок створенню системи ППО і установці радарів раннього оповіщення в різних районах країни. Крім того, продовжилася активна діяльність по закупівлі озброєнь.
На посаді командувача ВПС Шамір залишався до серпня 1951 року, коли пішов у відставку з військової служби. У 1952 році він очолив компанію з видобутку й обробки фосфатів в Негеве, продукція якої йшла як на внутрішній ринок, так і на експорт. Він залишався керівником цієї компанії протягом 11 років, паралельно з цим працюючи в раді за технологіями міністерства розвитку Ізраїлю та займаючи керівну посаду вв державній компанії з розробки природних ресурсів.
Шломо Шамір також протягом десяти років очолював льотний клуб, представляючи Ізраїль в Міжнародній авіаційній федерації. У 1962 році він був призначений головою національної ради Ізраїлю з цивільної авіації, а в 1966 році був включений до ради директорів концерну «Таас Авірі», членом якого залишався протягом семи років. З 1963 до 1967 року Шамір також займав пост директора Земельного управління Ізраїлю. Протягом десяти років він був президентом компанії «Паз-Газ».
З кінця 1960-х років Шамір займався поліпшенням своєї освіти, закінчивши в 1968 році курси менеджменту в Гарварді, в 1973 році отримавши бакалавра першу ступені, а сім років потому магістра другої ступіні з суспільних наук. У 1994 році побачили світ його мемуари «Будь-якою ціною — Єрусалим», що розповідають про події Війни за незалежність. Він помер в 2009 році, не доживши до свого 94-річчя менше місяця, і був похований з повними військовими почестями.